# 赤線 (映画)
『赤線』（あかせん）は2004年7月10日に公開された奥秀太郎監督の日本映画である。

## 解説
戦後の赤線地帯を舞台にしたラブストーリー。鶴屋南北の戯曲「桜姫東文章（さくらひめあずまぶんしょう）」がストーリーのモチーフとなっている。本作品で中村獅童が映画初主演した。公開にあたっては、渋谷のシネマライズに新設されたデジタル上映館ライズエックスのオープニング作品に選ばれ、監督の奥秀太郎が機器構成監修している。
獅童扮する「イゾウ」は1971年に多くの婦女暴行殺人事件を引き起こし逮捕された大久保清（1976年死刑執行）を、小松和重扮する「カフウ」は昭和の文人、永井荷風をモチーフとしている。
しかし、売春防止法施行の1958年以前が舞台であるにもかかわらず、荒川良々扮する「キムラヤ」が背中にアンパンマンの描かれた阪神タイガース風の法被を着ていたり（テレビアニメ『それいけ!アンパンマン』の放送開始はその30年後の1988年であり、プロ野球の応援グッズでそのような法被が登場するのは少なくとも広島東洋カープが初のリーグ優勝を遂げた1975年以降）、カフウと娼婦が顔を合わせて「グッジョブ!」のポーズをするなど（少なくともそのポーズが流行りだすのは1990年代後半以降）、時代背景が余りにもイレギュラーになっていることも当作品の特徴である（ある意味、時代不詳のパラレルワールドとも取れる＝テレビアニメ『ヤッターマン』の第1作と同様）。

## あらすじ
強姦の罪で投獄されていたイゾウ（中村獅童）は牢屋を飛び出し欲望渦巻く夜の街・赤線へ。家出少女、スイカ（片山佳）を娼館に売りはらって久々の自由を謳歌しようと企む。一方、作家であり昭和を代表する遊蕩児、カフウ(小松和重)は近ごろ調子が出ず、悩みを抱え色街を彷徨っていた。イゾウとカフウは、赤線の娼館「キムラヤ」の看板娼婦、シズモ（つぐみ）に出会う。強引なイゾウと知的なカフウの間で気持ちが揺れ動いていくシズモ。湿った狭い部屋、喧噪の中の小さな街、いつかその外に飛び出したくて…。

## スタッフ
- 監督・撮影・編集：奥秀太郎
- 脚本：小柳奈穂子
- 美術：江津匡士
- 音楽プロデュース：大串崇
- 衣裳：横山一美
- 主題歌：「赤線のテーマ」（作詞・作曲：奥秀太郎、歌：中村獅童）

## キャスト
- イゾウ：中村獅童
- シズモ：つぐみ
- カフウ：小松和重
- スイカ：片山佳
- キムラヤ：荒川良々
- 日雇い：今奈良孝行
- 活弁士：山田広野
- ゲンナリ：野田秀樹
- 赤線の女：小谷陽子

## DVD
2005年5月20日に発売。発売・販売元はNEGA DESIGN WORKS(現:NEGA)。

## サウンドトラック
奥秀太郎・宮田芳郎、『赤線 オリジナル・サウンドトラック』（ミディ、2004年、MDCL-1463）